# Love Island (Egyesült Királyság)
Ha a magyar változatról szeretnél többet tudni, lásd: Love Island
A Love Island (magyarul: Szerelem Sziget) egy brit párkereső valóságshow, amely 2015. június 5-én kezdtek el sugározni az angol ITV2 csatornáján.

## Évadok
| Évad            | Kezdet           | Finálé              | Szigetlakók | Győztes                                  | Nyeremény | Epizódok | Műsorvezető    |
| --------------- | ---------------- | ------------------- | ----------- | ---------------------------------------- | --------- | -------- | -------------- |
| Első évad       | 2015. június 7.  | 2015. július 15.    | 23          | Jessica Hayes és Max Morley              | £50 000   | 29       | Caroline Flack |
| Második évad    | 2016. május 30.  | 2016. július 11.    | 26          | Cara De La Hoyde és Nathan Massey        | £50 000   | 37       | Caroline Flack |
| Harmadik évad   | 2017. június 5.  | 2017. július 24.    | 32          | Amber Davies és Kem Cetinay              | £50 000   | 43       | Caroline Flack |
| Negyedik évad   | 2018. június 4.  | 2018. július 30.    | 38          | Dani Dyer és Jack Fincham                | £50 000   | 49       | Caroline Flack |
| Ötödik évad     | 2019. június 3.  | 2019. július 29.    | 36          | Amber Gill és Greg O'Shea                | £50 000   | 49       | Caroline Flack |
| Hatodik évad    | 2020. január 12. | 2020. február 23.   | 32          | Finn Tapp és Paige Turley                | £50 000   | 36       | Laura Whitmore |
| Hetedik évad    | 2021. június 28. | 2021. augusztus 23. | 37          | Liam Reardon és Millie Court             | £50 000   | 49       | Laura Whitmore |
| Nyolcadik évad  | 2022. június 6.  | 2022. augusztus 1.  | 36          | Davide Sanclimenti és Ekin-Su Cülcüloğlu | £50 000   | 49       | Laura Whitmore |
| Kilencedik évad | 2023. január     | 2023.               |             |                                          |           |          | Maya Jama      |